# I ragazzi della stazione
I ragazzi della stazione è un film televisivo del 2000, diretto da Catherine Morshead e tratto dal romanzo I bambini della ferrovia di E. Nesbit. Venne trasmesso per la prima volta nel Regno Unito il 23 aprile 2000. Poco dopo, è stato proiettato negli Stati Uniti come episodio della serie Masterpiece Theatre.

## Trama
Roberta, Peter e Phyllis vivono una vita confortevole e spensierata a Londra con i loro genitori. Ma quando loro padre, un alto funzionario, viene arrestato con l'accusa di tradimento e riconosciuto colpevole, sono costretti a trasferirsi con la madre a Three Chimneys, una casa fredda e malandata di campagna vicino a una ferrovia.
Mentre la madre prova a guadagnarsi da vivere scrivendo storie e poesie che spera che riviste e giornali pubblicheranno, i bambini cercano di divertirsi osservando i treni sulla vicina linea ferroviaria e salutando i passeggeri. I tre stringono amicizia con Perks, l'allegro portiere di stazione, ma suscitano l'ira del capostazione quando Peter viene catturato mentre cerca di rubare del carbone per riscaldare casa. I tre diventano amici di un vecchio gentiluomo che prende regolarmente il treno delle 9:15 e quando la loro madre si ammala chiedono a lui aiuto per il cibo e le medicine.
I bambini vivranno poi una serie di avventure: salvano la vita dei passeggeri su un treno avvisando l'autista di una frana; danno rifugio a un dissidente russo, il signor Szczepansky, e aiutano a unirlo con la sua famiglia; salvano Jim, un pensionato di una scuola vicina, che viene ferito mentre prende parte ad un inseguimento.
Alla fine, Bobbie scopre la verità dell'assenza di suo padre, nonostante gli sforzi di sua madre per proteggere i bambini dalla verità, e fa appello al vecchio gentiluomo per aiutarlo. L'uomo, essendo il direttore della compagnia ferroviaria ed avendo amici influenti, riesce ad aiutare il padre dei bambini dimostrando la sua innocenza.

## Riconoscimenti
- 2000 - Shanghai International TV Festival
  - Magnolia Award